# Czerwony Potok (dopływ Kwisy)
Czerwony Potok (niem. Rotefloss) – potok górski w południowo-zachodniej Polsce, w woj. dolnośląskim, w Górach Izerskich, lewy dopływ Kwisy, długość 2,5 km, źródła na wysokości ok. 920 m n.p.m., ujście – ok. 550 m n.p.m..

## Opis
Wypływa z północnych zboczy Wysokiego Grzbietu Gór Izerskich, w obniżeniu między Mokrą Przełęczą a Szerzawą (poniżej Rudego Grzbietu). Płynie stromą dolinką wciętą w zbocze Wysokiego Grzbietu, ku północnemu wschodowi, zbierając liczne, drobne, bezimienne dopływy. Uchodzi do Kwisy powyżej Świeradowa.